# 长轴白点兰
长轴白点兰（学名：Thrixspermum saruwatarii）为兰科白点兰属下的一个种。

## 扩展阅读
- 維基物種上的相關：长轴白点兰